# Özer Salnur
Özer Salnur (1934 – 29 marzo 1995) è stato un cestista turco.

## Carriera
Con la Turchia ha disputato due edizioni dei Campionati europei (1959, 1963).